# … dann leben sie noch heute – Das Ende der unendlichen Geschichte
Im Jahr 2007 wurden mit … dann leben sie noch heute – Das Ende der unendlichen Geschichte die letzten beiden Teile (Teil 3 und 4 des Abschlussfilms) der Kinder von Golzow-Saga von Regisseur Winfried Junge veröffentlicht.

## Inhalt
Der dritte Teil handelt von der arbeitslosen Wirtschaftskauffrau Elke Telemann in Golzow, der Altenpflegerin Karin Howald in Wuppertal, der ersten Lehrerin der Klasse, Marlies Teike, in Letschin und der ehemaligen Bürgermeisterin von Genschmar, Gudrun Klitzke, sowie deren Vater Arthur Klitzke, dem langjährigen LPG-Vorsitzenden von Golzow. Der vierte Teil handelt von Bernhard Guderjahn und Eckhard Hoppe, die sich in der Jugendzeit recht ähnlich waren. Daher wurde in diesem Film auf das Stilmittel des Doppelportraits zurückgegriffen.

## Elke Thelemann
Als Kind sieht man Elke u. a. beim Treffen mit sowjetischen Kindern, bei der Ausgabe der Personalausweise und bei den Abschlussprüfungen in der 10. Klasse. An der Jugendweihe ihrer Mitschüler nahm sie nur als Gast teil, weil ihre Tante, bei der sie lebte, auf einer Konfirmation bestand. Bereits mit 20 Jahren war sie verheiratet mit Reinhard Hinkelmann und hatte eine Tochter. Sie studierte Agraringenieurökonomie in Beelitz und arbeitete danach als Lohnbuchhalterin in der LPG Tierproduktion Alt Tucheband. Nachdem sie mit 40 Jahren arbeitslos wurde, bekam sie für zwei Jahre eine ABM-Stelle im Museum der „Kinder von Golzow“. Mittlerweile geschieden, lebte Elke 2004 zusammen mit Gerd, einem gelernten Schlosser, der in einer Tiefbaufirma gearbeitet hatte und ebenfalls arbeitslos ist. Elkes Tochter Kati lebt in München und arbeitet dort als Kauffrau für Bürokommunikation. Kati feiert jedoch ihren 30. Geburtstag in Golzow gemeinsam mit Elke und ihrer Familie. Elkes jüngerer Sohn Kai arbeitet als Landwirt.

## Karin Howald (geb. Sonnack)
Karin kommt aus einer Neubauernfamilie und ist eines von acht Geschwistern. Damit hat sie unter allen Mitschülern die meisten Geschwister. Man sieht Karin u. a. bei einer Betriebsbesichtigung, beim Schwimmunterricht, beim (Nicht-)Singen der Nationalhymne und beim Besuch im KZ Sachsenhausen. Wie viele ihrer Mitschüler geht sie bereits nach der 8. Klasse von der Schule ab und lernt Facharbeiterin für Geflügelzucht in Spreenhagen. Sie zieht 1979 mit ihrem Mann Hans-Joachim Howald nach Fischbeck, weil sie dort eine Wohnung erhalten, und bekommt eine Tochter namens Doreen. Karin arbeitet in der Eberzucht. Der Film zeigt sie bei der Samenspende von Ebern an einer „künstlichen Sau“ und bei einer festlichen Vorführung von Zuchtebern. Ihr Mann ist zunächst noch in der Ausbildung und arbeitet später als Elektrosignalmechaniker bei der Bahn. Weil er während seiner Armeezeit zu trinken beginnt, lässt sich Karin nach drei Jahren Ehe wieder scheiden. 2004 lebt sie in Wuppertal und arbeitete nach dreijähriger Tätigkeit bei Aldi zum zweiten Mal als ungelernte Alltagsbetreuerin in einem Pflegeheim. Ihre Tochter Doreen wohnt in Frankfurt am Main und ist mit einem Türken verheiratet. Karin feiert ihren 50. Geburtstag mit ihrem aus Italien stammenden Lebensgefährten Giuseppe, einer Schwester, ihrer Tochter und deren Söhnen. Später trennen sich Karin und Giuseppe, sie wechselt ihren Job und verlässt Wuppertal wieder. "Alles fließt", so kommentiert das der Film.

## Marlies Teike (geb. Krell)
Marlies war die erste Lehrerin der Klasse. Sie übte mit den Kindern den Buchstaben „A“, musste aber gelegentlich noch in ihre Unterrichtsvorbereitung schauen. 1991 wurde sie Schulleiterin in Letschin. Sie erklärt die mittlerweile erfolgten Veränderungen in der Art der Erziehung von Kindern. Der Film zeigt sie auch mit 61 Jahren bei der Hospitation in einer 1. Klasse.

## Gudrun und Arthur Klitzke
Der Zuschauer erfährt durch zahlreiche Interviews, dass Gudrun in der Schule eine vorbildliche engagierte und zuverlässige Schülerin war. Sie engagierte sich schon früh als Pionier in der Schule. Mit 20 Jahren war Gudrun ausgebildete Köchin und Mitglied der SED, doch einige Jahre später zog es sie in die Politik. Sie wurde Leiterin der Staatswissenschaften des Abgeordnetenkabinetts. 1983 besuchte Gudrun einen Jahreslehrgang an der Parteischule in Frankfurt an der Oder. Im selben Jahr wurde Gudrun interviewt und zu ihrer politischen Einstellung befragt. Parteikonform antwortete sie, dass sich die Menschen auf Marx, Engels und Lenin besinnen und die Grundsätze auch anwenden sollten.
Nach dem Lehrgang wurde sie als Bürgermeisterin in Genschmar eingeführt. Viele Filmszenen zeigen das Alltagsleben ihres Bürgermeisterdaseins.
Ein Thema, das besonders häufig in den Interviews angesprochen wurde, ist die Problematik, dass Gudrun zwar Erfolg in der Politik und Öffentlichkeit hatte, der Erfolg im Privatleben jedoch ausblieb.
Nach dem Mauerfall wurde Gudrun 1989 als enttäuschte Person gezeigt, die den Glauben an das System verloren hat. Allerdings war sie weiterhin Mitglied einer sozialistischen Partei, der PDS.
Im Jahr 1991 wurden auf Wunsch Gudruns die Dreharbeiten beendet. Arthur Klitzke (* 1925; † 2008), Gudruns Vater und LPG-Vorsitzender, ist ebenfalls Gegenstand des Filmes. Szenen veranschaulichen, wie der technische Fortschritt in dem flächengrößten landwirtschaftlichen Betrieb der DDR voranschritt.
Des Weiteren wurde das Vater-Tochter-Verhältnis angesprochen. Es war für Gudrun nicht immer einfach, sich als Tochter des LPG-Vorsitzenden zu behaupten. Nach der Wende wurde der Ruhestand Arthur Klitzkes und die Neuwahl eines anderen Vorsitzenden dokumentiert. Die letzten Filmsequenzen über Arthur Klitzke stammten ebenfalls von 1991.

## Bernhard Guderjahn und Eckhard Hoppe
Der Film berichtet parallel in chronologischer Reihenfolge vom Leben der beiden Golzower. Sowohl Bernhard als auch Eckhard galten als zurückhaltend und waren daher eher kamerascheu. Nach dem Abschluss der 10. Klasse machen beide eine Ausbildung zum Landmaschinenschlosser. In die Ferne zieht es keinen von beiden, dennoch entwickeln sich Bernhard und Eckhard in Golzow fortan unterschiedlich. Während Eckhard mit Rita, der Wirtschaftskauffrau in einer LPG Tierproduktion, früh seinen Lebensplan Ehe, Kinder, Haus und Hof verfolgt, sucht Bernhard lange nach einem Ziel im Leben.  1979 wird auch er früh Vater eines Sohnes, Martin, zieht aber nicht mit der Mutter Ines Bartelt zusammen, die als Diplomgärtnerin arbeitet, sondern bleibt in Golzow. Seine spätere Lebenspartnerin heißt Edeltraud.

### Nach der Wende
Der Mauerfall ist ein einschneidendes Ereignis für beide. Der Film orientiert sich zunächst an Bernhard, der durch die politische Wende einen Schub erhält. Er verlässt das Elternhaus, lebt kurzzeitig allein und zieht nach kurzer Zeit mit seiner neuen Partnerin Ines Bartelt, einer Diplomgärtnerin, zusammen. Er behält seinen Arbeitsplatz in der LPG, die nun in die Landwirtschaft Golzow Betriebs-GmbH umgewandelt wird. Ab 1993 erklärt sich Bernhard bereit, mehrmals im Jahr in die Ukraine zu reisen, um dort in einem ehemaligen Kolchos, das ein Joint Venture mit den Golzowern eingegangen ist, zu arbeiten. Bernhard wird als fleißig und zuverlässig beschrieben.
Eckhard hat nach der Wende nicht soviel Glück wie sein Freund. Zu seinem 50. Geburtstag ist er bereits zwei Jahre arbeitslos. Obwohl er zunächst dank seiner zahlreichen handwerklichen Fähigkeiten in verschiedenen Betrieben angestellt wurde, konnte er dies am Ende nicht verhindern. Gegen Ende des Films wirkt Eckhard zunehmend frustriert.

### Sonstiges
Neben den Lebensläufen der beiden Golzower bietet der Film einen interessanten Einblick in die Landwirtschaft der DDR und die aufkommenden Probleme nach der Wende. Der Geschäftsführer der aus der Golzower LPG gegründeten GmbH Manfred Grosskopf erklärt in einem diesem Zweck gewidmeten Kapitel die Ziele und Probleme seines Unternehmens. Junge versucht also auch die Hintergründe für die Entwicklung der beiden Hauptfiguren zu beleuchten und dem Zuschauer zu erklären. Auch zu ihrer politischen Einstellung und ihrer Haltung zur Wende werden Bernhard und Eckhard ausführlich befragt.